# Creedence Clearwater Revisited
Creedence Clearwater Revisited war eine US-amerikanische Rockband. Sie entstand durch die beiden ehemaligen Creedence-Clearwater-Revival-Mitglieder Doug Clifford und Stu Cook, die die Gruppe als Coverband gründeten.

## Geschichte
Nach der Trennung von Creedence Clearwater Revival im Jahr 1972 gingen Bassist Stu Cook und Schlagzeuger Doug „Cosmo“ Clifford verschiedenen anderen Projekten nach. 1995 wurden sie von Elliot Easton (Gitarre) und John Tristao (Gesang) überredet, an einer CCR-Coverband mitzuwirken. Was als ein kleines, kurzlebiges Projekt für private Partys gedacht war, entwickelte sich schnell zu einer populären Tourband. Bald hatte Creedence Clearwater Revisited mehr als 100 Auftritte im Jahr.
Bis 2019 traten Creedence Clearwater Revisited mit Erfolg auf. Obwohl des Öfteren kritisiert wird, dass die Band nicht mehr als eine „Jukebox“ sei, versteht Creedence Clearwater Revisited sich nicht nur als Coverband, sondern als eine legitime Fortführung der damaligen Gruppe. 1998 wurde auf dem Varese-Label das Livealbum Recollection rausgegeben, das auf zwei CDs einen Konzertmitschnitt enthält. Etwa zur selben Zeit brachte John Fogerty ein eigenes Livealbum mit den alten CCR-Hits heraus.

## Diskografie

### Alben
- 1998: Recollection (US: Platin)[2]

### Singles
- 1970: Run Through The Jungle (US: Gold)